# Callitrichia superciliosa
Espèce
Synonymes
- Ophrynia superciliosa Jocqué, 1981

Callitrichia superciliosa est une espèce d'araignées aranéomorphes de la famille des Linyphiidae.

## Distribution
Cette espèce est endémique du Malawi. Elle se rencontre dans les monts Viphya.

## Description
Le mâle holotype mesure 1,84 mm.

## Systématique et taxinomie
Cette espèce a été décrite sous le protonyme Ophrynia superciliosa par Jocqué en 1981. Elle est placée dans le genre Callitrichia par Lin, Lopardo et Uhl en 2022.

## Publication originale
- Jocqué, 1981 : « Erigonid spiders from Malawi (Araneida, Linyphiidae). » Revue de Zoologie africaine, vol. 95, no 2, p. 470-492.